# Sylvia Syms
Pour la chanteuse américaine, voir Sylvia Syms (chanteuse).
Sylvia Syms, OBE, née le 6 janvier 1934 à Woolwich (borough de Greenwich, Grand Londres) et morte le 27 janvier 2023 à Denville Hall (Grand Londres), est une actrice britannique.

## Filmographie partielle

### Cinéma
- 1956 : My Teenager Daughter de Herbert Wilcox
- 1957 : No Time for Tears de Cyril Frankel
- 1957 : Birthday Present de Pat Jackson
- 1957 : La Femme en robe de chambre (Woman in a Dressing Gown) de J. Lee Thompson
- 1958 : Le Justicier (en) (The Moonraker) de David MacDonald
- 1958 : No Trees in the Street de J. Lee Thompson
- 1958 : Six Filles et un garçon (Bachelor of Hearts) de Wolf Rilla
- 1958 : Le Désert de la peur (Ice-Cold in Alex), de J. Lee Thompson
- 1959 : Ferry to Hong Kong de Lewis Gilbert
- 1959 : Expresso Bongo de Val Guest
- 1960 : Le Monde de Suzie Wong (The World of Suzie Wong), de Richard Quine
- 1960 : Les Conspiratrices : Sœur Mythia, la novice.
- 1961 : Les Vierges de Rome (le Vergini di Roma), de Carlo Ludovico Bragaglia et Vittorio Cottafavi : Clélie
- 1961 : Flammes dans la rue (Flame in the Streets) de Roy Ward Baker
- 1961 : La Victime, de Basil Dearden
- 1962 : The Quare Fellow de Arthur Dreifuss
- 1962 : The Punch and Judy Man de Jeremy Summers
- 1963 : The World Ten Time Over de Wolf Rilla
- 1964 : À l'est du Soudan (East of Sudan) de Nathan Juran : Miss Woodwille
- 1965 : Opération Crossbow de Michael Anderson
- 1965 : The Big Job de Gerald Thomas
- 1967 : Le Coup du lapin (Danger Route) de Seth Holt
- 1969 : Hostile Witness de Ray Milland
- 1969 : La Haine des desperados de Henry Levin : Laura Galt
- 1969 : Run Wild Run Free de Richard C. Sarafian
- 1971 : Born to Win de Ivan Passer
- 1972 : Asylum de Roy Ward Baker
- 1974 : Top Secret, de Blake Edwards
- 1978 : Not Rated de Donovan Winter
- 1980 : There Goes the Bride (en) de Terry Marcel (en)
- 1986 : Absolute Beginners de Julien Temple
- 1989 : Shirley Valentine, de Lewis Gilbert
- 1989 : A Chorus of Disapproval de Michael Winner
- 1992 : Shining Through de David Selzer
- 1993 : Dirty Weekend de Michael Winner
- 1994 : Staggered de Martin Clunes
- 1997 : Food of Love de Stephen Poliakoff
- 1997 : The House of Angelo, de Jim Goddard
- 2003 : What a Girl Wants de Dennie Gordon
- 2003 : Seule la mort peut m'arrêter (I'll Sleep When I'm Dead) de Mike Hodges
- 2006 : The Queen de Stephen Frears : la reine mère / « Queen Mom »)

### Télévision
- 1964 : Le Saint : épisode "Les Perles de madame Chen" : Jeannine Roger (saison 3, épisode 3)
- 1966 : Le Baron : (Farewell yesterday)
- 1985 : Un meurtre sera commis le... (A Murder is Announced), de David Giles
- 1987 : La Flétrissure : Annie Stanhope
- 1989 : Doctor Who : épisode « Ghost Light » : Mme Pritchard
- 2005 : L'Aventure du Poséidon (The Poseidon Adventure), de John Putch
- 2009 : Insoupçonnable (Above Suspicion) (série télé)
- 2009 : Miss Marple : Un meurtre est-il facile ? (Murder is easy)